# Sankt Petersburgs spårväg

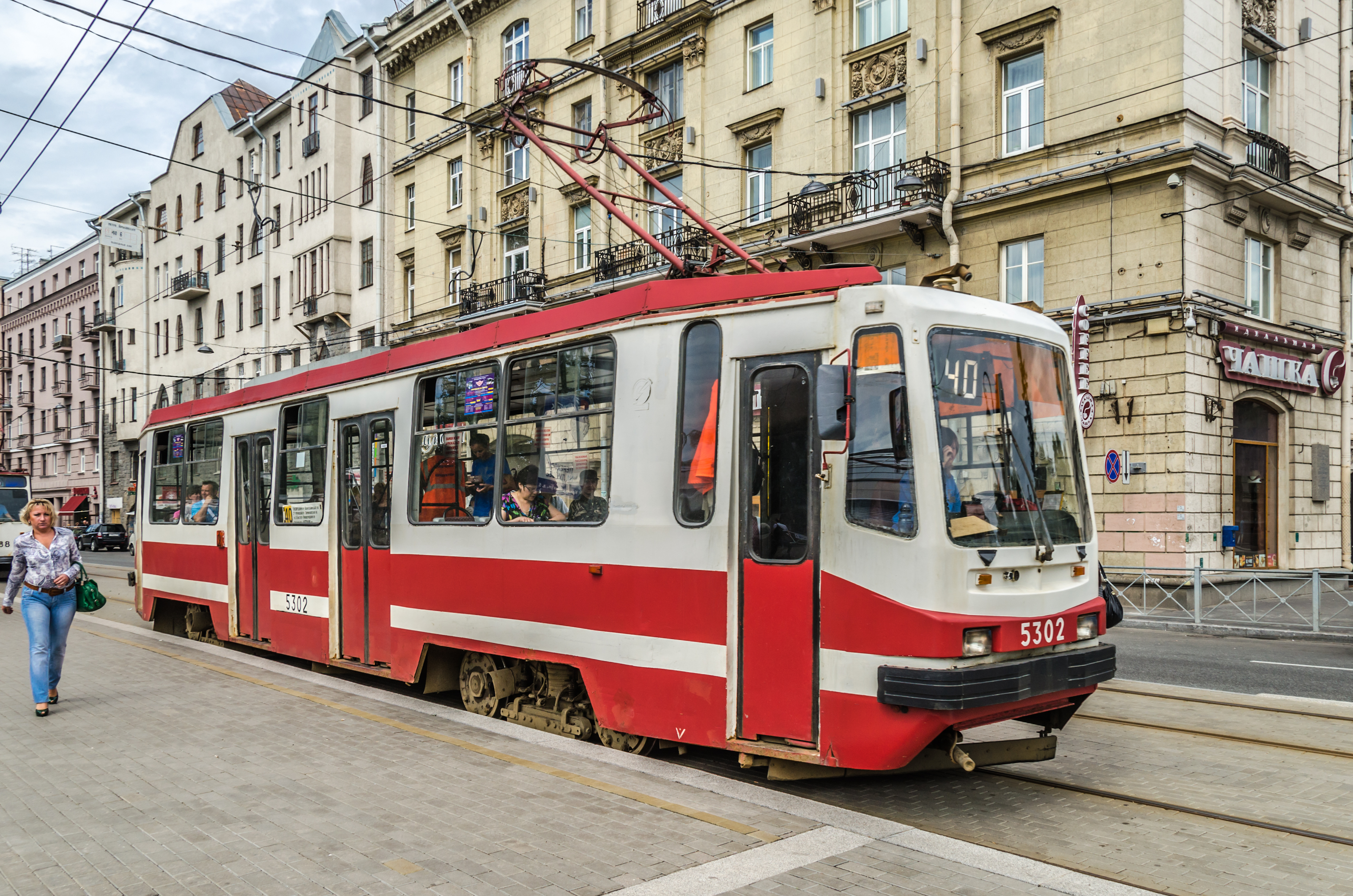
En spårvagn av typ LM-99K.

Spårvägen i Sankt Petersburg öppnades den 3 september 1902. I slutet av 1980-talet hade staden världens längsta spårvägssystem, med en längd på 340 kilometer. I början av 2000-talet var utsträckningen 220 kilometer.